# ورقة 50 دولار نيوزيلندي
ورقة 50 دولار نيوزيلندي هي ورقة نقدية نيوزيلندية، أصدرها بنك نيوزيلندا الاحتياطي أول مرة في عام 1983 ثم من البوليمر منذ عام 1999. ظهر على الوجه الورقة في الأصل صورة الملكة إليزابيث الثانية ولكن منذ عام 1992 غيرت إلى صورة السير إبيرانا نجاتا.

## التصميم
كانت هناك سبع سلاسل مختلفة من الأوراق النقدية النيوزيلندية أصدرت ورقة 50 دولار في السلسلة الرابعة من الأوراق النقدية، لسد الفجوة بين ورقة 20 دولار و100 دولار.

### السلسلة الرابعة (1983–1991)
ظهر على وجه أول إصدار للورقة صورة إليزابيث الثانية وكان لون الورقة الأساسي اللون البرتقالي. وعلى الظهر وجدت morepork وهي البومة المحلية الوحيدة الموجودة في نيوزيلندا، واقفة على متروسدرس باسق وهي شجرة موجودة على ساحل نيوزيلندا ويُشار إليها غالبًا باسم "شجرة عيد الميلاد النيوزيلندية". العلامة المائية كانت للكابتن جيمس كوك.

### السلسلة الخامسة (1991–1999)
أعيد تصميم الأوراق النقدية النيوزيلندية بالكامل في التسعينيات لتقديم لإضفاء طابع نيوزيلندي فريد عليها. تغير لون الورقة إلى اللون البنفسجي الحالي، ظهر على وجه ورقة 50 السير إبيرانا نجاتا وهو سياسي نيوزيلندي لعب دورًا مهمًا في عصر النهضة الماورية، وعلى يساره كان يوجد بيت اجتماعات بورورانجي في وايوماتاتيني ماراي، بالقرب من بلدة رواتوريا. وعلى الورقة أيضا التصميم أيضًا تصميم توكوتوكو tukutuku الموجود في بيت اجتماعات بورورانجي. على ظهر الورقة وجد كوكاكو (غراب أزرق اللون) والفطر الأزرق السماوي (Entoloma hochstetteri) وفي الخلفية يوجد منتزه غابة بورورا.

### السلسلة السادسة (1999–2016)
غيرت نيوزيلندا في عام 1999 مادة أوراقها النقدية من الورق إلى البوليمر. أدى هذا التغيير إلى زيادة عمر الأوراق النقدية وإضافة ميزات أمان جديدة ومحسنة لمنع تزيف العملة. بقي تصميم السلسلة السابقة كما هو مع تعديلات طفيفة لميزات الأمان الجديدة.

### السلسلة السابعة (2016–الآن)
أصدرت ورقة 50 دولار جديدة في مايو 2016 في السلسلة 7 مع ورقتي 20 و100 دولار (التي وصفها البنك الاحتياطي بسلسلة المال الأكثر إشراقًا).
أصدرت السلسلة الجديدة لإضافة المزيد من ميزات الأمان إلى الأوراق النقدية النيوزيلندية. أظهرت دراسات البنك الاحتياطي الاستقصائية أن الجمهور النيوزيلندي كان راضيًا بشكل عام عن تصميم السلسلة الخامسة لذا لم تجرى إلا تعديلات قليلة جدا وطفيفة. فتحت درجة لون الورقة ووضعت الترجمة اللغة الماورية للبنك الاحتياطي (Te Putea Matua) وNew Zealand, Aotearoa على الظهر.